# دره دیوین
درهٔ دیوین یا دیویجین یکی از دره‌های واقع در کوهستان الوند است و در حاشیهٔ جنوبی شهر همدان و غرب دره مرادبیگ و به موازات آن قرار دارد. امتداد دره از شمال غربی به جنوب شرقی و انتهای آن به دامنه کوه‌های معروف چهارقله می‌رسد. دو چشمه از چشمه‌های معروف رشته کوه الوند به نام‌های چشمه قاضی و چشمه ملک، در چمن‌زارهای مشرف به این دره جاری هستند. در دامنهٔ این دره، دهکدهٔ قدیمی نیز به همین نام روستای دیوین قرار دارد.
کار اصلی روستاییان دره، باغداری است و پرورش درختان میوه مانند زردآلو، گیلاس، آلبالو، گردو و بادام رایج است. شغل دیگر آن‌ها، گاوداری است و بعضی هم به استخراج سنگ لاشه و سیاه رنگی به نام سنگ فولای از معادن دامنهٔ غربی دره اشتغال دارند که به علت استحکام و زیبایی آن از بهترین سنگ‌های ساختمانی محسوب می‌شود.
دیوین (یا همان دیویجین) به علت طبیعت بکر و خاص روزانه دارای گردشگران و کوهنوردان بسیاری است. مردم دیوین مردمی مهمان‌نواز و مردمی از ریشه ایل بزرگ بختیاری‌های هفت‌لنگ با لهجهٔ بختیاری هستند که در زمانهای بسیار دور به همدان مهاجرت نموده‌اند و سپس با منشعب شدن در سه منطقه فعلی همدان (ابرو، محله بختیاریها و دیویجین) سکنی گزیده‌اند. بسیاری از ساکنین در طول سه دهه اخیر اغلب به شهر مهاجرت کرده‌اند. در دو سوی این روستا و در دامنه تپه‌های مشرف به روستا، بقایای دیواری که گویا به صورت حصاری در اطراف روستا بوده است، هنوز دیده می‌شود. دارا بودن محیطی چشم نواز و آرام در این روستا در سالهای اخیر باعث هجوم بسیار خریداران باغ و تغییر فضای سبز روستا به ویلا و … جهت سکونت گاه‌های ییلاقی و ورود بیش از حد وسایل نقلیه تا حتی دامنه‌های کوه شده است.